# Perfide Albion
Het perfide Albion is de van oorsprong Franse scheldnaam voor Engeland of het Verenigd Koninkrijk. Perfide staat hierin voor een land dat zijn belofte of woord niet houdt en Albion is een oude naam voor Groot-Brittannië.
Het gebruik in de huidige zin is ontstaan in Frankrijk, waarbij de oorsprong traditioneel wordt toegeschreven aan Marquis Augustin van Ximenez, een Fransman afkomstig uit Spanje, die in een gedicht uit 1793 schreef:
Attaquons dans ses eaux la perfide Albion
hetgeen betekent "Laat ons het perfide Albion aanvallen in zijn wateren". In deze context werd de trouweloosheid van de Britse politiek gebruikt: in de begindagen van de Franse Revolutie was Groot-Brittannië het meest liberale koninkrijk van de Europese monarchieën.  Vele Britten waren de revolutionairen in eerste instantie niet ongunstig gezind. Echter, toen de Revolutie extremer was geworden, had Groot-Brittannië zich gezamenlijk met de andere monarchieën van Europa gekeerd tegen de Revolutie in Frankrijk. Dit werd door de revolutionairen in Frankrijk gezien als "perfide" verraad.
De zinsnede werd erg populair in Frankrijk tijdens de Franse Revolutie en verspreidde zich vanuit daar ook naar andere landen, waar deze in vruchtbare bodem viel als hun relaties met Groot-Brittannië slecht werden. Zo werd het bijvoorbeeld gebruikt in de Duitse propaganda tijdens de twee Wereldoorlogen. Het idee werd vaak gebruikt op het Europese vasteland tijdens de 19e en begin 20e eeuw om verontwaardiging uit te drukken over vermeende Britse hypocrisie: Groot-Brittannië presenteerde zichzelf vaak met een idealistisch zelfbeeld van "fair play" en mild liberaal idealisme in zijn buitenlandse relaties, maar zijn tegenstanders beweerden dat het net zo gewetenloos en op eigenbelang gericht was als alle andere Europese grootmachten, zo niet meer. In hoeverre ze hierin gelijk hadden, staat echter open voor discussie.
Vandaag de dag is het een conventioneel Anglofobisch scheldwoord, dat in veel anti-Britse contexten wordt gebruikt, zonder dat het veel met zijn historische context te maken hoeft te hebben. Zo wordt het bijvoorbeeld gebruikt door Argentijnse voetbalsupporters in de context van de lange voetbalrivaliteit tussen beide landen en wordt het gebruikt in de volkscultuur om de anti-Britse sentimenten van karakters neer te zetten. In het boek Ulysses van de Ierse schrijver James Joyce wordt de uitspraak vermeld in het ironisch-nationalistische hoofdstuk Cycloop.